# D.O.C. vol. 2
D.O.C. vol. 2 è il 18º album discografico di Brigan Tony, pubblicato nel 1991.

## Tracce
1. U principali – 3:26
2. Mbracchiapareddi in Germania – 5:52
3. Telegiornale – 5:47
4. Nannu cauntru – 3:45
5. A radio – 5:11
6. U cellulari – 4:12